# 热姆兰库尔
热姆兰库尔（法語：Gemmelaincourt，法語發音：[ʒɛmlɛ̃kuʁ] ⓘ）是法国大東部大區孚日省的一个市镇，属于纳夫沙托区。

## 地理
热姆兰库尔（48°16'32"N, 5°58'4"E）面积7.42 平方千米，位于法国大東部大區孚日省，该省份为法国东北部内陆省份，北起默兹省和默尔特-摩泽尔省，西接上马恩省，南至上索恩省和贝尔福地区省，东临上莱茵省和下莱茵省。
与热姆兰库尔接壤的市镇（或旧市镇、城区）包括：克桑图瓦地区梅尼、奥夫鲁瓦库尔、帕雷苏蒙福尔、克桑图瓦地区鲁夫勒、圣芒日、维维耶-莱索夫鲁瓦库尔、韦尔河畔贝尔蒙、栋于连。

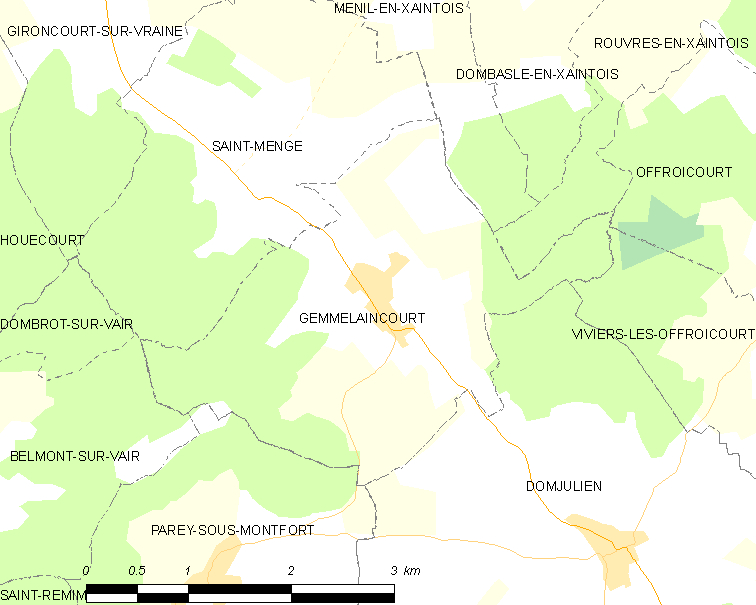
热姆兰库尔的OSM定位图

热姆兰库尔的时区为UTC+01:00、UTC+02:00（夏令时）。

## 行政
热姆兰库尔的邮政编码为88170，INSEE市镇编码为88194。

## 政治
热姆兰库尔所属的省级选区为维泰勒县。

## 人口

1962-2008年间热姆兰库尔人口变化图示

热姆兰库尔于2022年1月1日时的人口数量为126人。